# Mesochorus rugatus
Mesochorus rugatus là một loài tò vò trong họ Ichneumonidae.